# Лайонел Файнінґер
Лайонел Чарльз Файнінґер (англ. Lyonel Feininger, нім. Lyonel Feininger; 17 липня 1871, Нью-Йорк — 13 січня 1956, Нью-Йорк) — американський художник-абстракціоніст німецького походження. Батько Андреаса Файнінґера.
Працював у Баугаузі, головному мистецькому центрі Німеччини (1919—1933), пізніше допоміг заснувати філію Баугаузу в Чикаго. У 1947 році його призначили головою Федерації американських художників.

## Праці
- - 1907 Der weiße Mann
  - 1910 Straße im Dämmern
  - 1913 Gelmeroda I
  - 1918 Teltow II
  - 1925 Barfüßerkirche in Erfurt I
  - 1929 Halle, Am Trödel
  - 1930 Gelmeroda XIII